# Zelma Hedin

Zelma Hedin, rollporträtt - SMV - H4 031

Zelma Carolina Esolinda Hedin, född Bergnéhr den 31 maj 1827 i Stockholm, död där den 11 februari 1874, var en svensk skådespelare. Hon tillhörde de mest uppmärksammade kvinnliga stjärnorna på Dramaten vid 1800-talets mitt.

## Biografi
Zelma Hedin var dotter till underlöjtnanten och tullinspektören Carl Wilhelm Bergnéhr och Charlotta Wilhelmina Christina Philp Hon var yngre syster till Leocadi Bergnéhr-Fossmo och halvsyster till Gurli Åberg samt kusin till Laura Bergnéhr. Zelma Hedin gifte sig 1845 med Gustaf Kinmansson och fick med honom sonen Selfrid Kinmanson. Äktenskapet med Kinmansson upplöstes och hon gifte om sig 1854 med revisorn Gustaf Henrik Leonard Hedin, bror till Svante Hedin. Under mellantiden kallade hon sig fru Bergmansson.
Zelma Hedin blev teaterelev vid tretton års ålder 1840. Hon debuterade på scenen som Lotten i Brodertvisten 1842, varefter hon blev fast anställd som skådespelare 1845. Efter ett benbrott 1865, då hon tvingades avbryta sin karriär, försämrades hennes hälsa. Hon pensionerades efter att ha arbetat som gästartist under säsongen 1871–1872. Hon gjorde sin sista föreställning på en soaré hon anordnat på Södra teatern 1873.
Zelma Hedin skrev ett verk för piano, Velociped-polka för piano.

### Kritik
Zelma Hedin beskrevs som vacker och med graciös hållning. Hon uppmärksammades särskilt för sina goda smak och eleganta kostymering: vid denna tid var det fortfarande upp till skådespelaren själv att designa och bekosta sina rollkostymer. Hennes rollfack ansågs vara så kallade finare franska salongskomedier, där hon ansågs vara Emilie Högquists arvtagare, men hon uppträdde också i större dramer. Hennes karriär och förmåga utvecklades stadigt: hon sades uppträda med större bifall varje gång, och blev en av de mest kända kvinnliga stjärnorna av sin generation under 1800-talets mitt. Hon kom att ersätta Charlotta Almlöf som innehavare av "koketta" roller. Kritikern Meyer skrev att koketteriet för Almlöf var en nyck, men för Hedin "synes mig koketteriet vara ett yrke" (1851). Hon ansågs passa mindre väl för "stora dramer" eller romantiska roller, men ansågs perfekt för att gestalta falskhet, list, stolthet och intriger. Hon kallades "äkta parisisk" i De farliga fruarna av Dumanoir (1859) och beundrades för sina roller som grevinnor i franska salongskomedier, men "lustspelets löje och lätta lek" ansågs passa henne bäst.
Som person har Hedin ofta fått utgöra exempel för intrigerna bland teatervärldens och Dramatens rivaler. Under säsongen 1856–1857 ansågs Hedin stå utan rivaler inom sitt fack på teatern och befann sig på en höjdpunkt av sin karriär. Det uppges att hon "spelade grande intrigante" utanför scenen och drog fördel av läget: hon ska ha varit orsak till att två pjäser ställdes in genom att i sista stund vägra spela sin roll, och utöva ett inflytande "som icke saknade förhatlighet". Hennes maktställning på teatern uppges ha brutits genom Elise Hwassers genomslag i kombination med att Hedin råkade ut för ett benbrott.

### Repertoar
Bland hennes mest kända roller inom hennes fack fanns Elisabet i Doktor Wespe, Georgina i Qväkaren och dansösen, Richelieu i Richelieus första vapenbragd, Sofie Arnould i Jag äter middag hos min mor, fru de Nohan i Den gifte mannen i staden och på landet, fru Montjoye i Montjoye m.fl. Bland övriga roller fanns Rosaura i Lifvet en dröm, Mossamor i Marsk Stigs döttrar samt en mer "burlesk" roll, fru Godard i En fattig ädling. Som sångare uppträdde hon på en konsert i Åbo 1857. Övriga roller var Sarostra i Karl IX mot Nils Almlöf och Charlotta Almlöf säsongen 1847–1848, huvudrollen i Adrienne Lecovreur mot Charlotta Almlöf och Nils Almlöf säsongen 1851–1852, Korpral Julie i Nya Garnisonen mot Knut Almlöf 1852–1853, Leonore i Skolan för äkta män mot Almlöf och Elise Hwasser 1855–1856, Siri i Siri Brahe mot Almlöf och Fanny Westerdahl 1856–1857, Amalia i rövarbandet mot Dahlqvist och Almlöf 1857–1858, Lady in Macbeth mot Almlöf, Broman, Edvard Swartz och Karolina Bock 1858–1859, Francois i Richelieu mot Olof Ulrik Torsslow, Swartz, Fritz Arlberg, Georg Dahlqvist och Elise Hwasser 1859–1860, Titania i En midsommarnatsdröm mot Axel Elmlund, Almlöf, Karl Gustaf Sundberg, Swartz och Elise Hwasser 1860–1861, Katarina Jagellonica i Brödraskulden mot Dahlqvist, Torsslow, Swartz och Charlotte Strandberg och änkestorhertiginnan i Strozzi och Martino mot Fanny Westerdahl, Almlöf och Elmlund 1861–1862, Mamsell Palmén i Blommor i drivbänk mot Karolina Bock och Hwasser 1862–1863, Julia i Fiesco mot Swartz, Almlöf och Kinmansson 1864–1865, Mossamor i Marsk Stigs döttrar mot Elise Hwasser och Swartz 1866–1867, fru Nicholl i Gringoire mot Elise Hwasser 1867–1868, Cesarine i Kotteriernas makt mot Mautiz Pousette och Gurli Åberg 1868–1869.

### Roller (ej komplett)
| År   | Roll              | Produktion                                    | Regi | Teater                      |
| ---- | ----------------- | --------------------------------------------- | ---- | --------------------------- |
| 1863 | Ebba Bielke       | Siri Brahe och Johan Gyllenstierna Gustav III |      | Kungliga Dramatiska Teatern |
| 1863 | Aurélie           | En bengalisk tiger Edouard Brisebarre         |      | Kungliga Dramatiska Teatern |
| 1863 | Marianne Halcombe | Den hvitklädda qvinnan Wilkie Collins         |      | Kungliga Dramatiska Teatern |

## Galleri

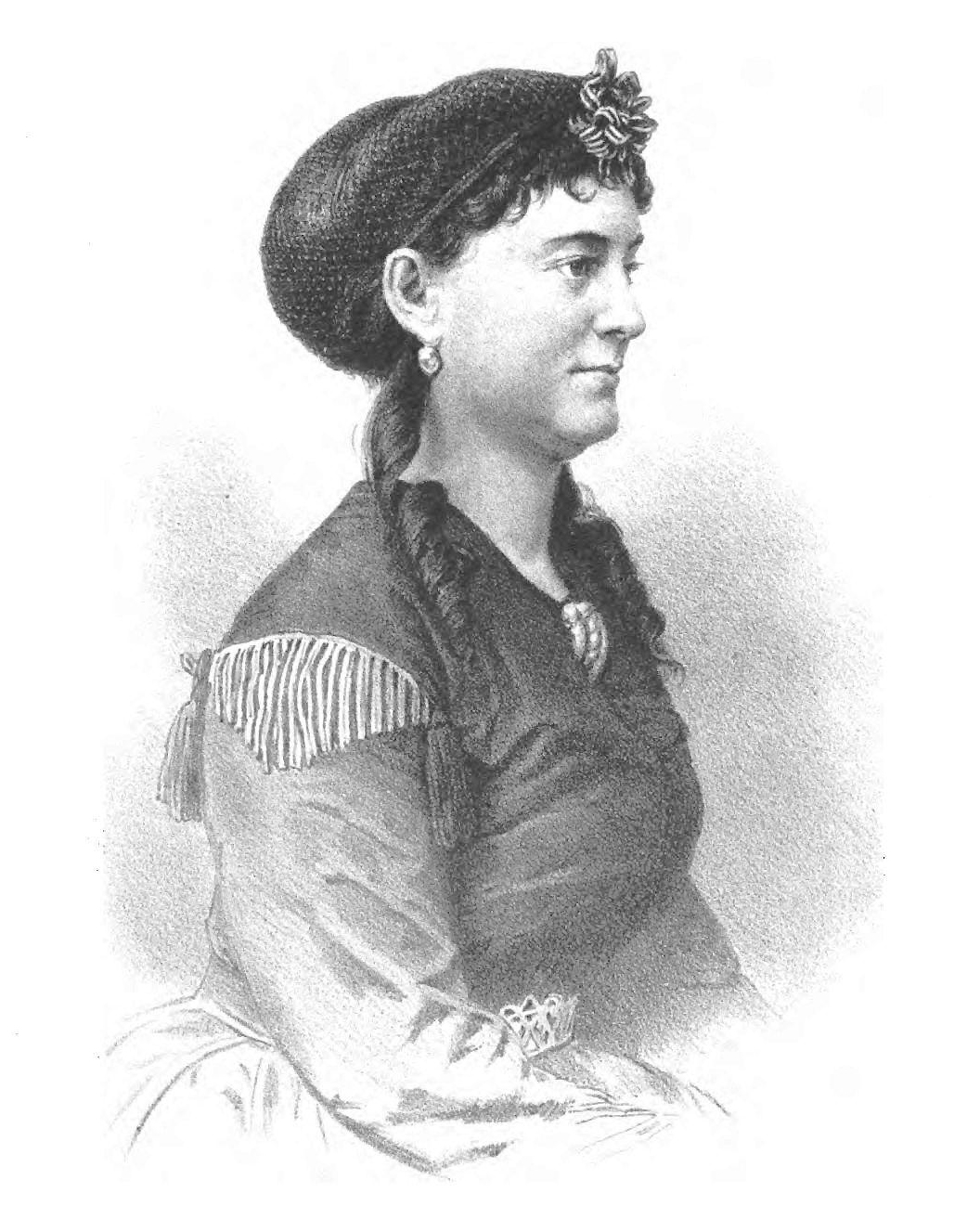
Porträtt i Thalia 1868.
Zelma Hedin, rollporträtt - SMV - H4 040.
Zelma Hedin, porträtt - SMV - H4 037.
Zelma Hedin, porträtt - SMV - H4 034.
Zelma Hedin, porträtt - SMV - H4 036.